# Las Floridas
Las Floridas surgen tras la división de la Florida española por Inglaterra tras su cesión por parte de España en el Tratado de París en 1763 junto con los territorios al este y sureste del río Misisipi a cambio de la devolución del puerto de La Habana y la ciudad de Manila (Filipinas), ocupadas durante la guerra de los Siete Años (1756-1763) a la que España se vio abocada a entrar en 1761.

## Historia
La Florida era la posesión española en la América del Norte que formó parte del Virreinato de Nueva España.

### Etapa británica
En 1763 los británicos dividieron los territorios recibidos en dos partes:
- Florida Oriental, con capital en San Agustín. Ocupaba en gran medida la península de ese nombre, que forma el actual estado estadounidense de Florida.
- Florida Occidental, entre el río Misisipi y el río Perdido, con capital en Pensacola.

En 1767 los británicos fijaron la frontera norte de Florida en una línea que se extendía desde la desembocadura del río Yazoo hasta la del río Chattahoochee en una franja que cubría el sur de los actuales estados de Misisipi y Alabama.

### Reconquista de la Florida por España

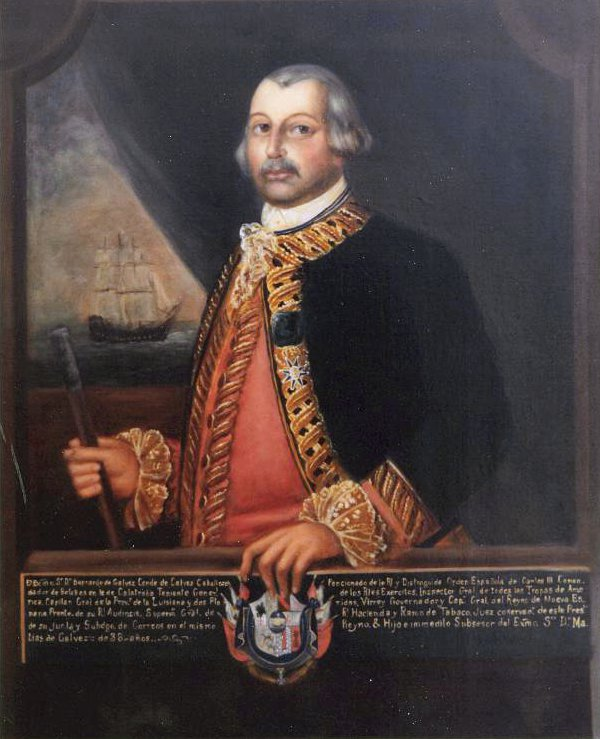
Bernardo de Gálvez.

El segundo periodo bajo soberanía española se produjo durante la guerra de Independencia de los Estados Unidos cuando los españoles recuperaron la Florida Occidental en 1779 tras las batallas de Baton Rouge, Fuerte Charlotte, San Fernando de Omoa y Mobila; y la Florida Oriental tras la célebre victoria en la batalla de Pensacola (marzo-mayo de 1781), en la que Bernardo de Gálvez, gobernador español de La Luisiana (española desde 1763) y para hacer frente a los ingleses, reunió tropas llegadas desde distintos puntos del Imperio y abastecimientos adicionales de Cuba y la Luisiana, aumentando su ejército a unos 7000 hombres, lo que, para la época, era considerable. Dicho ejército derrotó a las tropas inglesas de John Campbell, logrando una victoria decisiva.
Poco tiempo después, Gálvez se apoderó de la isla Nueva Providencia en las Bahamas, abortando el último plan británico de resistencia, con lo que se mantuvo el dominio español sobre el mar Caribe y se aceleró el triunfo de las armas norteamericanas sobre los ingleses.
Siendo la Jamaica británica la más importante colonia británica del Caribe, Gálvez se dispuso a organizar un desembarco sobre la isla y sumarla a los territorios bajo soberanía española, pero en mitad de los preparativos, lo sorprendió el fin de la guerra.
Al final de la guerra, La Florida (Florida oriental y occidental) era devuelta oficialmente a España por el Tratado de Versalles de 1783. También conservaba los territorios recuperados de Menorca y Campeche. Se reconocía la soberanía española sobre la colonia de Providencia.
Los españoles tomaron por buenos los límites de la colonia británica, paralelo 32°28′ N, pero los estadounidenses, que se encontraban al otro lado de la misma en la antigua colonia de Georgia, insistieron en devolverlos a su punto original en el paralelo 31°. La disputa duró algunos años y, en 1795, en virtud del Tratado de San Lorenzo los españoles terminaron reconociendo la frontera en ese paralelo.

## Independencia e invasión estadounidense
Si bien la Florida permaneció oficialmente bajo la soberanía española hasta 1821 como parte de la Capitanía General de Cuba, ésta no dominaba totalmente el territorio por las tendencias independentistas de parte de sus habitantes, bien porque eran ex-colonos británicos, bien porque durante el periodo de la intervención francesa en la península ibérica entre 1808 y 1814 habían recibido influencia de las ideas revolucionarias francesas o bien porque al menguar la presencia militar española, los nativos (semínolas) aprovecharon para recuperar su independencia.
En la pequeña Florida Occidental, sus habitantes (de ascendencia mayormente británica) proclamaron su independencia creando la República de Florida Occidental, los españoles tuvieron que evacuar sus tropas de Mabila (actualmente llamada Mobile, en el actual estado de Alabama) en abril de 1813 a la capital Pensacola y los Estados Unidos se apoderó de la ciudad como del resto de la república en el contexto de la guerra anglo-estadounidense de 1812-1815, reclamándola como parte de la compra de la Luisiana a los franceses unos años antes.
En la Florida Oriental la presencia española se redujo a la capital, San Agustín, y otros asentamientos grandes, mientras que el resto del territorio cayó en manos de la Nación Semínola (habiendo sido precedida por otro intento independentista nativo llamado Estado de Muskogee, el cual a pesar de fracasar, demostró que España ya no controlaba el interior de la península). 
El 29 de junio de 1817 el general Gregor MacGregor (por órdenes de Simón Bolívar) tomó militarmente el fuerte San Carlos, situado en la Isla de Amelia ubicada en la costa nororiental de la Florida; días después, insurgentes floridanos al norte de Vacapilatca llamaron a la población para proclamar la independencia de España y declarar la República de las Floridas, estableciendo su capital en la localidad fortificada de Fernandina. Se eligió este nombre con la idea de que la nueva república abarcase ambas Floridas, si bien nunca llegó a controlar más que dicha isla.
Bajo las órdenes del corsario francés Luis Aury, se organizó una flotilla e incorporó la isla a la república revolucionaria de México (que todavía no había logrado independizarse de España), militarizando la costa ante una inevitable invasión española desde La Habana.
Aprovechando estos acontecimientos, el presidente estadounidense, James Monroe, y su Secretario de Estado, John Quincy Adams, ordenaron una operación marítima y terrestre para apropiarse de la Florida. En septiembre de 1817, un gran despliegue militar estadounidense apoyado con tropas españolas procedentes de La Habana desembarcó en Amelia para someter Fernandina a sangre y fuego, apresando a las autoridades que defendían la insurgencia. Esto produjo lo que la historia estadounidense denomina primera guerra semínola y este hecho le valió el apoyo popular en su país y el del Gobierno.
Ante la vista de que la península se había perdido ante la Nación Semínola y las ciudades costeras (el último reducto español) pronto caerían también, se firmó el Tratado Transcontinental de 1819 (Adams-Onís) y contra la visión popular este tratado fue beneficioso para ambas partes:
- España se deshacía del problema nativo y asegura sus fronteras en Tejas,

- Estados Unidos aseguraba su conquista previa de la Florida Occidental y tenía vía libre para solucionar de una vez las incursiones semínolas en Georgia.

La anexión estadounidense del territorio terminó finalmente en 1821 cuando el gobierno liberal que había derrocado a Fernando VII ratificó el tratado, año que marcó la intensificación de la guerra contra las tribus seminolas que habitaban la península para establecer colonos estadounidenses y conformar lo que es hoy el estado más meridional de los Estados Unidos.

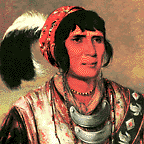
El jefe seminola Osceola.

La segunda guerra semínola comenzó a finales de 1835 con la masacre de Dade, cuando los seminolas emboscaron a tropas del Ejército que marchaban desde Fort Brooke (Tampa) a reforzar Fort King (Ocala), matando o hiriendo mortalmente a todos menos uno de los 108 soldados. Entre 900 y 1500 guerreros indígenas seminolas guerrearon efectivamente empleando las tácticas de guerrilla aprendidas de los españoles contra las tropas del ejército de los Estados Unidos durante siete años. El joven jefe seminola Osceola llegó a simbolizar la resistencia indígena en la Florida. Después de que este fuera detenido, los seminolas entablaron negociaciones y pactaron una tregua en 1837. Osceola murió en prisión un año después y la guerra se prolongó hasta 1842.
El 3 de marzo de 1845, Florida se convirtió en el estado número 27 de los Estados Unidos de América.
La tercera guerra de semínola duró desde 1855 hasta 1858 y supuso el exterminio de la mayoría de los seminolas restantes. Después de tres guerras sangrientas, la mayoría de los pocos seminolas supervivientes fueron forzados al exilio y deportados a reservas indígenas de los Creek al oeste del río Misisipi. Unos cientos de seminolas y su líder, Aripeka (Sam Jones), permanecieron en los Everglades (es decir Los Siempreverdes, o Cañaveral de La Florida) y se negaron a abandonar la tierra natal de sus antepasados. Sus descendientes se mantienen hasta hoy en el sur de la Florida.